# ピンテール・アーダーム
ピンテール・アーダーム（Pintér Ádám 、1988年6月12日 - ）は、ハンガリー・ノーグラード県バラシュシャジャルマト出身の元プロサッカー選手。元ハンガリー代表。現役時代のポジションは、ミッドフィールダー。

## 経歴

### クラブ
MTKブダペストFCのアカデミーで育成され、18歳の時にプロデビュー。
2010年、レアル・サラゴサと4年契約を結んだ。2013年8月9日、クラブとの契約を解除した。
2013年9月2日、FCトム・トムスクにフリーで加入しシーズンいっぱいの契約を結んだ。
2014年8月5日、ギリシャ・スーパーリーグのレヴァディアコスFCと2年契約を結んだ。2015年7月31日、クラブとの契約を解除し退団。
2015年8月19日、母国のフェレンツヴァーロシュTCに加入。

### 代表
UEFA EURO 2016のメンバーに選ばれ、グループステージのオーストリア戦とポルトガル戦に出場した。

## 人物
サラゴサ時代には英語もスペイン語もフランス語も話せなかったため、当時監督だったハビエル・アギーレは苦労し、矢印などを使って指示を出そうとしたが伝わらなかったため難儀したという。